# كارتونيتو
كارتونيتو 1 أكتوبر 1999 (بالإنجليزية: Cartoonito)‏ هي قناة تلفزيونية بريطانية تستهدف الأطفال الذين تتراوح أعمارهم بين 2 إلي 6 سنوات. تدار من قبل شركة وارنر ميديا وإيه تي آند تي تحت قسمها الدولي.

## تاريخ
بدأ كارتونيتو ككتلة برمجة على كرتون نتورك توو في 4 سبتمبر 2006، من الساعة 6 صباحًا إلى 3 مساءً. توسعت لاحقًا إلى قناتها الخاصة في 24 مايو 2007 ، وتعمل الآن بين الساعة 3 صباحًا و 7 مساءً في اتفاقية مشاركة الوقت مع أفلام تيرنر كلاسيك 2 (والتي أصبحت فيما بعد أفلام تيرنر كلاسيك 2 بلس وان بعد 13 أغسطس 2013).[بحاجة لمصدر]
في 25 مارس 2010، تمت إضافة كارتونيتو إلى فيرجن ميديا. في أوائل عام 2011، تم تغيير وقت تشغيل القناة، حيث يعمل الآن من الساعة 4 صباحًا إلى 8 مساءً. في يوم السبت 26 أكتوبر 2013، تم إطلاق كارتونيتو على بي تيه تي في على ذا كيدز باسك على القناة 563 وأطلقت بلسنت كارتونيتو في مايو 2015، في 15 ديسمبر 2016 ، تمت إضافتها إلى تولك تولك.
حولت كارتونيتو نسبة العرض إلى الارتفاع إلى شاشة عريضة 16: 9 في 1 نوفمبر 2017. انتقلت القناة إلى جدول زمني كامل مدته 24 ساعة في 15 يناير 2018.

## جالبو الحظ
تم التعبير عن كوبا (المكعب الأحمر) ولولي (الأسطوانة الأرجواني) ورينجو (الحلقة الخضراء) بواسطة ماريا دارلينغ حتى عام 2018 بينما تم التعبير عن سبايك (الهرم الأزرق) وبابل (الكرة الصفراء) بواسطة شيلي لونجورث.

## وصلات خارجية
- الموقع الرسمي